# Ер сир ла Лис
Ер-сур-л-Лис (фр. Aire-sur-la-Lys) насеље је и општина у североисточној Француској у региону Север-Па д Кале, у департману Па де Кале која припада префектури Сент Омер.
По подацима из 2005. године у општини је живело 10.112 становника, а густина насељености је износила 289 становника/km². Општина се простире на површини од 33,38 km². Налази се на средњој надморској висини од 22 метара (максималној 48 m, а минималној 16 m).

## Демографија
| 1962. | 1968. | 1975. | 1982. | 1990. | 2011. |
| ----- | ----- | ----- | ----- | ----- | ----- |
| 8.652 | 9.179 | 9.184 | 9.535 | 9.529 | 9.874 |

График промене броја становника у току последњих година